# شوگر سیتی (آیداهو)
شوگر سیتی (به انگلیسی: Sugar City) شهری در شهرستان مدیسون ایالت آیداهو است که جمعیت آن در سرشماری سال ۲۰۱۰ میلادی ۱٬۵۱۴ نفر بوده است.

## موقعیت جغرافیایی
موقعیت جغرافیایی شهرها و مناطق اطراف به شرح زیر است: